# Baco de Aldaya

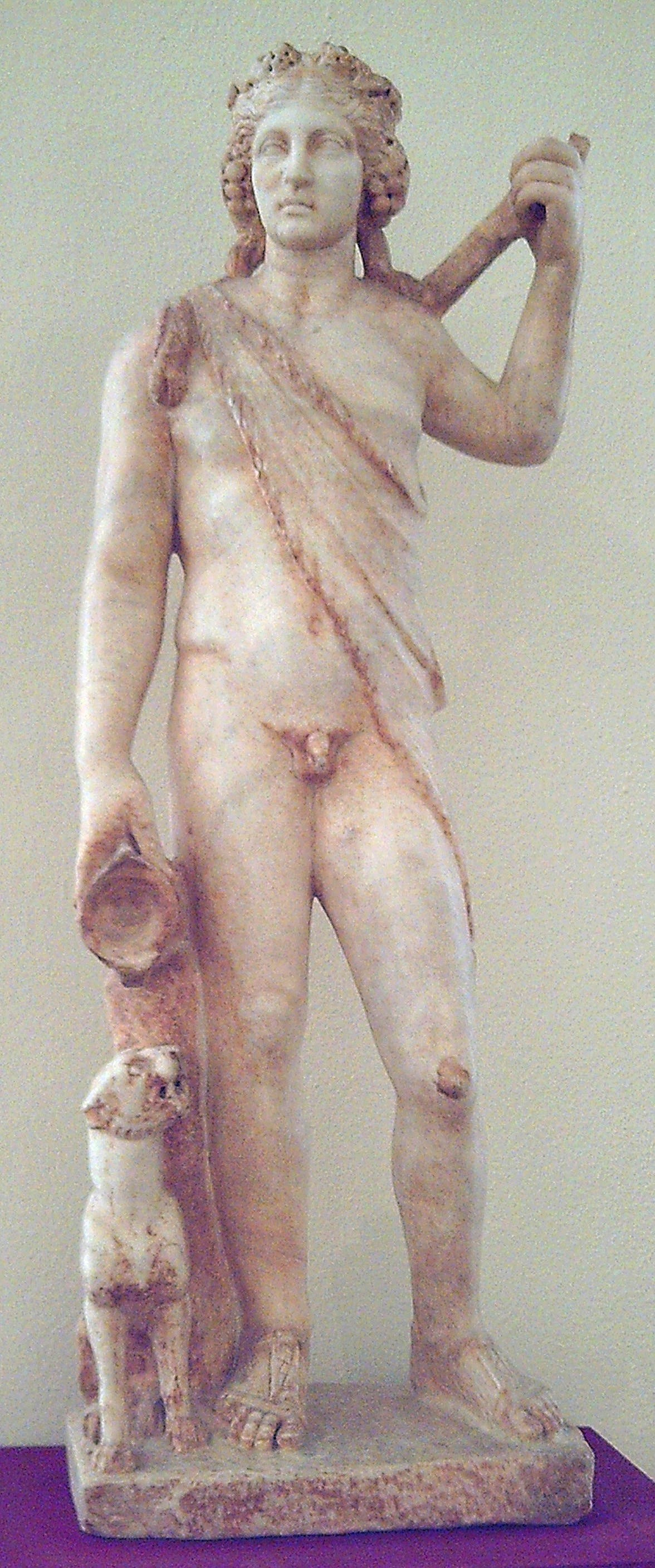
Baco de Aldaya, (Museo Arqueológico Nacional de España, Madrid).

El Baco de Aldaya es una representación el dios romano Baco que se halló en La Ereta dels Moros en Aldaya, Valencia) por fragmentos, entre 1884 y 1924. El dios aparece con corona de flores, desnudo a excepción de una piel de ciervo y calzando sandalias. La escultura se expone en el Museo Arqueológico Nacional de España, en Madrid.

## Hallazgo
La parte inferior de la escultura se halló en 1884 en la finca de La Ereta dels Moros, en Aldaya, mientras Pascual Simón araba sus campos. La familia decidió conservar los restos encontrados, creyendo que formaban parte de una imagen de san Roque. Alrededor de 1924, ya fallecido el autor del descubrimiento, su hijo tropezó con el resto de la escultura al labrar el mismo campo. Fue entonces, al ver la escultura completa al desnudo, cuando advirtieron que no podía tratarse de la imagen de un santo y la vendieron a un erudito valenciano. En 1931 ya formaba parte del catálogo de Museo Arqueológico Nacional de España, donde se reconstruyó y restauró.

## Descripción y datación
El Baco de Aldaya está elaborado en mármol blanco, a una escala algo menor que la natural (109 cm de altura). El dios aparece representado como un joven, portando una corona de flores y una cinta (taenia) en la cabeza. Está desnudo, a excepción de una piel de ciervo que le cruza el torso, y calza sandalias. En la mano derecha porta un jarro para vino, bajo el que aparece vigilante una pantera. En la mano izquierda portaría un bastón (tirso).
El movimiento del cuerpo es reducido, sin desplazamiento de caderas a pesar de que se apoya en el pie derecho. Los brazos tampoco implican un movimiento de los hombros, por lo que la figura adolece de cierta pesadez. Por sus características, se ha descartado que la obra se base en un modelo griego. Por ello, además, se le puede datar con probabilidad en el siglo II, aunque algunos autores lo adelantan hasta el siglo I.
Al ser una divinidad los rasgos pueden ser los de una idealización. Sin embargo, ya que los rasgos y la expresión son indudablemente los de un hombre joven, ciertos autores especulan con que se trate del retrato de una persona con los atributos de la divinidad, hecho relativamente común dentro de la tradición estatuaria greco-romana.

## Origen y uso
No se ha analizado el mármol, por lo que no se puede saber sin lugar a dudas si se trata de una piedra habitual en los talleres de la Tarraconense o bien es de importación. Con todo, y aunque el material fuera importado, sería difícil comprobar si se esculpió tras la importación o se compró la pieza ya esculpida. Por su tamaño ha de atribuírsele un uso privado, ya que el culto público prefería mayores escalas. Además, al haberse hallado en el terreno de una villa rural romana, su espacio de uso estaría en el programa escultórico decorativo del jardín o peristilo de una casa, lugares donde se situaban las esculturas de este dios siempre relacionado con la naturaleza.